# Affärsbank

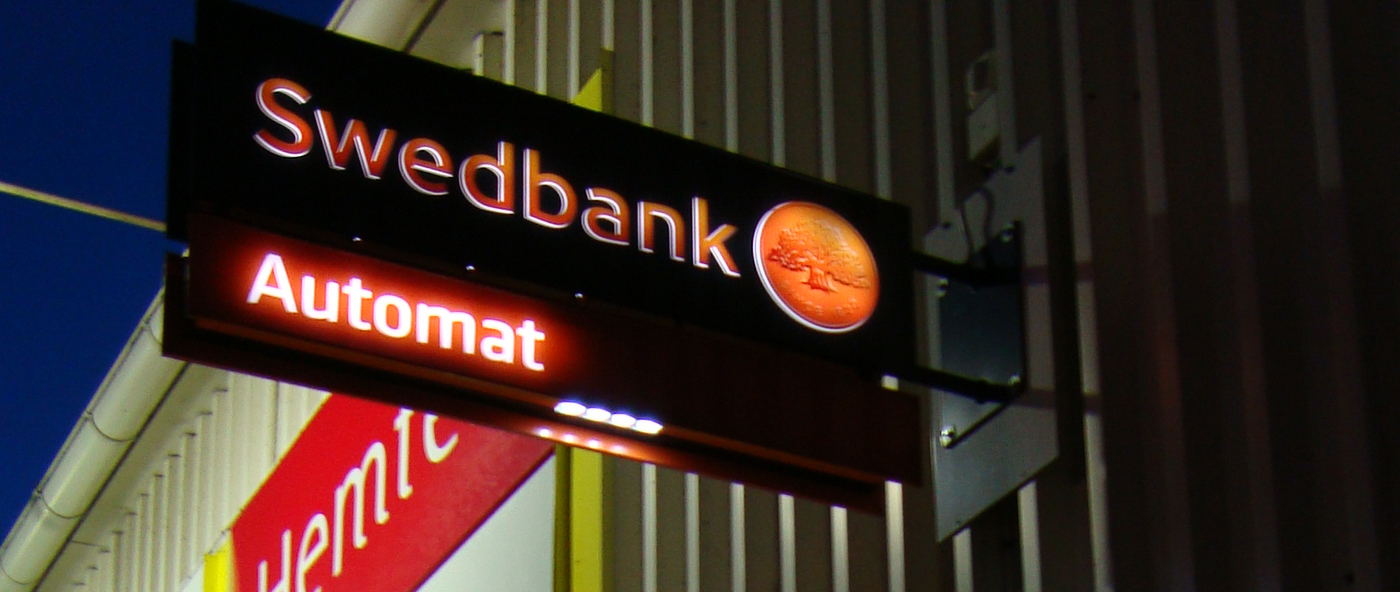
Swedbank är en av Sveriges största affärsbanker.

En affärsbank är en typ av bank. Normalt avser begreppet affärsbank en bank med bred finansierings- och inlåningsverksamhet, vilket skiljer den från en investmentbank, och utgör därmed en "vanlig bank". Ibland används begreppet även på banker som i första hand bedriver bankverksamhet mot företagsmarknaden.

## Svensk rätt
I Sverige gäller att en affärsbank ska vara ett aktiebolag som har fått tillstånd (så kallad bankoktroj) av Finansinspektionen för att bedriva inlåningsverksamhet. Bolaget blir då ett bankaktiebolag.
Förutom inlåningstillstånd kan Finansinspektionen bevilja tillstånd för viss verksamhet med finansiella instrument enligt lagen om värdepappersmarknaden samt bevilja tillstånd för utlåningsverksamhet enligt lagen om bank- och finansieringsrörelse. Bolag som endast har dessa former av tillstånd kallas inte banker utan benämns istället värdepappersinstitut respektive kreditinstitut i svensk rätt.